# Paese Bassari: paesaggi culturali Bassari, Fulani e Bedik
Paese Bassari: paesaggi culturali Bassari, Fulani e Bedik, nel sud-est del Senegal, è un paesaggio multiculturale ben conservato che è emerso dall'interazione delle attività umane e dell'ambiente naturale. Aggrega tre aree geografiche: l'area Bassari-Salémata, l'area Bedik-Bandafassi e l'area Fulani-Dindéfello, ognuna con le sue specifiche caratteristiche morfologiche.
Nel 2012 il Paese Bassari: paesaggi culturali Bassari, Fulani e Bedik è stato inserito nella lista dei patrimoni dell'umanità dell'UNESCO.